# Почётный гражданин Одессы
Почётный гражданин Одессы (укр. Почесний громадянин Одеси) — почётное звание, являющееся высшим признанием заслуг перед городом-героем Одессой и его жителями.

## История
Почётное звание было учреждено в Российской империи, присваивалось с 1862 года. Первым Почётным гражданином Одессы стал Новороссийский и Бессарабский генерал-губернатор граф А. Г. Строганов — 10 июня 1862 года Одесские купеческое и мещанское общества, в связи с 50-летним юбилеем служебной деятельности Строганова, постановили предоставить ему «на вечные времена» звание первого гражданина города Одессы. 2 августа это решение утвердил государь-император. До 1917 года звание было присвоено ещё девяти лицам. После революции 1917 года присвоение звания было приостановлено.
В СССР присвоение звания было возрождено в 1965 году. 28 июня 1965 года звание Почётный гражданин города-героя Одессы было присвоено трём участникам восстания на броненосце «Князь Потемкин-Таврический» в ознаменование 60-летия со дня восстания. Официально это звание было учреждено 20 апреля 1967 года решением № 354 городского совета города. Всего к 1985 году звание было присвоено ещё девятнадцати гражданам. В период 1985—1997 годы звание не присваивалось.
В независимой Украине звание присуждается с 1997 года. Согласно положению о звании в редакции от 2011 года звание присваивается «лицам, имеющим выдающиеся заслуги и внесшим большой личный вклад в развитие города Одессы, его экономику, культуру, искусство, науку, здравоохранение, образование, спорт и другие виды деятельности, чья многолетняя производственная, благотворительная, просветительская, общественная и другая деятельность получила широкое признание жителей города Одессы». Первым, получившим это звание, считается известный писатель-сатирик Михаил Жванецкий.
Иностранцы удостаивались звания лишь трижды: француженка Сюзанна Савари-Полидори (1999), иммигрировавший в 1970-х годах из СССР в Израиль Я. И. Маниович (2004) и премьер-министр Великобритании Борис Джонсон (2022)

## Почётные граждане Одессы
Всего за 1862—2022 годы звания Почётного гражданина удостоены 60 человек.
- в период Российской империи: 1862—1917 годы — 10 человек
- в период СССР: 1965—1985 годы — 19 человек
- в постсоветский период: 1997—2022 годы — 31 человек

### Российская империя
1. Александр Григорьевич Строганов — 10 июня 1862 года;

2. Александр Григорьевич Тройницкий — 1868;

3. Николай Матвеевич Чихачев — 11 января 1893 года;

4. Григорий Григорьевич Маразли — 18 сентября 1888 года;

5. Сергей Юльевич Витте — 21 марта 1894 года;

6. Дмитрий Борисович Нейдгардт — 28 апреля 1908 года;

7. Михаил Михайлович Толстой — 23 января 1909 года;

8. Евгений Васильевич Богданович — 20 февраля 1909 года;

9. Константин Дмитриевич Нилов — 13 января 1912 года;

10. Иван Васильевич Сосновский — 20 января 1917 года.

### СССР
1. Иван Акимович Лычев — 28 июня 1965 года;

2. Алексей Федорович Царёв — 28 июня 1965 года;

3. Илларион Павлович Шестидесятый — 28 июня 1965 года;

4. Борис Вячеславович Гумперт — 30 октября 1967 года;

5. Пётр Андреевич Забудкин — 30 октября 1967 года;

6. Пётр Пименович Столпырев — 30 октября 1967 года;

7. Яков Георгиевич Бреус — 30 октября 1967 года;

8. Николай Захарович Галай — 30 октября 1967 года;

9. Георгий Степанович Шонин — 7 января 1970 года;

10. Георгий Тимофеевич Добровольский — 22 июня 1971 года;

11. Наум Павлович Гуревич — 22 июня 1971 года;

12. Борис Павлович Давиденко — 22 июня 1971 года;

13. Илья Ильич Азаров — 28 сентября 1978 года;

14. Валентин Петрович Глушко — 28 апреля 1977 года;

15. Павел Иванович Державин — 6 апреля 1984 года;

16. Борис Алексеевич Шевченко — 6 апреля 1984 года;

17. Виктор Иванович Чербаев — 6 апреля 1984 года;

18. Александра Владимировна Архангельская — 5 мая 1985 года;

19. Николай Федорович Стафеев — 5 мая 1985 года.

### Украина
1. Михаил Михайлович Жванецкий — 27 февраля 1997 года;

2. Надежда Александровна Пучковская — 8 декабря 1998 года;

3. Николай Леонидович Огренич — 8 декабря 1998 года;

4. Сюзанна Савари — 14 сентября 1999 года;

5. Николай Пантелеймонович Павлюк — 2 июня 2000 года;

6. Владимир Станиславович Филипчук — 2 июня 2000 года;

7. Валерий Павлович Малахов — 15 июня 2004 года;

8. Яков Иосифович Маниович — 15 июня 2004 года;

9. Сергей Васильевич Кивалов — 15 июня 2004 года;

10. Митрополит Одесский и Измаильский Агафангел (Саввин Алексей Михайлович) — 15 июня 2004 года;

11. Валерий Степанович Горбатко — 26 августа 2004 года;

12. Павел Андреевич Цюрупа — 15 июля 2005 года;

13. Борис Давыдович Литвак — 15 июля 2005 года;

14. Николай Дмитриевич Боровский — 10 июля 2008 года;

15. Валерий Николаевич Запорожан — 07 июля 2009 года;

16. Алексей Георгиевич Гурский — 08 апреля 2011 года;

17. Фёдор Ефремович Пахальчук — 25 августа 2011 года;

18. Руслан Борисович Боделан — 21 декабря 2012 года;

19. Лев Николаевич Горелов — 21 декабря 2012 года;

20. Василий Иванович Барабаш — 18 июня 2013 года;

21. Евгения Михайловна Дембская — 18 июня 2013 года;

22. Григорий Прокофьевич Жученко — 18 июня 2013 года;

23. Олег Иосифович Губарь — 27 августа 2014 года;

25. Кира Георгиевна Муратова — 26 июля 2017 года;

26. Сергей Рафаилович Гриневецкий — 2017;

27. Леонид Яковлевич Крючков — 6 июня 2018 года;

28. Самвел Липаритович Тигранян — 6 июня 2018 года;;
 
29. Валентин Константинович Симоненко — 12 июня 2019 года;;
 
30. Михаил Борисович Пойзнер — 22 июля 2020 года;
                      
31. Борис Джонсон —1 июля 2022 года.